# Eric Hobsbawm
Eric John Ernest Hobsbawm (ur. 9 czerwca 1917 w Aleksandrii, zm. 1 października 2012 w Londynie) – brytyjski historyk, wykładowca m.in. Uniwersytetu Londyńskiego (Birkbeck), New School for Social Research w Nowym Jorku. Członek British Academy oraz American Academy of Arts nad Sciences.

## Życiorys
Syn Leopolda Percy'ego Obstbauma i Nelly Grün, austriackich Żydów. Urodzony w Egipcie, będącym wówczas brytyjskim protektoratem, dzieciństwo i młodość spędził w Wiedniu i Berlinie, z którego wyjechał po dojściu do władzy Adolfa Hitlera w 1933 roku. Zdobył doktorat z historii na University of Cambridge za pracę o Towarzystwie Fabiańskim. W Londynie spędził resztę życia. W swoich badaniach odwoływał się do metodologii marksistowskiej i zajmował się historią społeczną XIX i XX wieku.
Był wieloletnim członkiem partii komunistycznej, choć dystansował się od komunizmu jako ideologii i jego radzieckiego oraz chińskiego wcielenia.
W 1978 roku został członkiem British Academy.
Zmarł w londyńskim szpitalu na zapalenie płuc, w wieku 95 lat.

## Tłumaczenia prac na język polski
- (red. z Terence'em Rangerem) Tradycja wynaleziona, tłum. Mieczysław Godyń, Filip Godyń, Kraków 2008, Wydawnictwo Uniwersytetu Jagiellońskiego, seria Cultura, s.242, ISBN 978-83-233-2455-3 (The invention of tradition, 1983)
- Narody i nacjonalizm po 1780 roku, tłum. Jakub Maciejczyk, Marcin Starnawski, Warszawa 2010, Wydawnictwo Difin, s. 216, ISBN 978-83-7641-156-9 (Nations and Nationalism since 1780. Programme, myth, reality, 1990 i 1992)
- Wiek skrajności. Spojrzenie na Krótkie Dwudzieste Stulecie, tł. Julia Kalinowska-Król i Marcin Król, Warszawa 1999, Wydawnictwo Świat Książki, s. 572, ISBN 83-7227-273-5 (Age of extremes, 1997) – synteza poświęcona dziejom XX wieku od roku 1914 po 1991 (rozpad Związku Radzieckiego).
- Jak zmienić świat. Marks i marksizm 1840-2011, tłum. Sebastian Szymański, Warszawa 2013, Wydawnictwo Krytyki Politycznej, Seria Historyczna, ISBN 978-83-63855-33-8 (How to Change the World: Tales of Marx and Marxism, 2011)
- Wiek rewolucji. 1789-1848, tłum. Marcin Starnawski, Katarzyna Gawlicz, Warszawa 2013, Wydawnictwo Krytyki Politycznej, Seria Historyczna, ISBN 978-83-63855-78-9 (The Age of Revolution: 1789-1848, 1962)
- Wiek kapitału, 1848-1875, tłum. Marcin Starnawski, Warszawa 2014, Wydawnictwo Krytyki Politycznej, Seria Historyczna, ISBN 978-83-64682-30-8 (The Age of Capital: 1848-1875, 1975)
- Wiek imperium 1875-1914, tłum. Marcin Starnawski, Warszawa 2016, Wydawnictwo Krytyki Politycznej, Seria Historyczna (The Age of Empire: 1875-1914, 1987)